# Graffignana
Graffignana ist eine Gemeinde mit 2616 Einwohnern (Stand 31. Dezember 2023) in der Provinz Lodi in der italienischen Region Lombardei.

## Ortsteile
Im Gemeindegebiet liegen neben dem Hauptort die Wohnplätze Accuse, Vimagano-Molina und Zerbi.

## Persönlichkeiten
- Luigi Carlo Borromeo (1893–1975), Geistlicher und Bischof von Pesaro.